# Kutnowska Hodowla Buraka Cukrowego
Kutnowska Hodowla Buraka Cukrowego, KHBC – polskie przedsiębiorstwo branży spożywczej zajmujące się handlem nasionami i hodowlą buraka cukrowego. Siedziba przedsiębiorstwa znajduje się w Straszkowie, spółka należy do Skarbu Państwa.

## Historia
Przedsiębiorstwo jest kontynuatorem założonego w 1885 roku przedsiębiorstwa Aleksandra Janasza, jednego z pionierów nasiennictwa w Polsce i twórcy odmiany AJ1 buraka cukrowego, która od 1892 do 1963 roku funkcjonowała na polskim rynku. W 1929 roku założono w Kutnie magazyn nasienny, a w 1935 roku rozpoczęto hodowlę buraka w Śmiłowie. Hodowle prowadzono także w Trębkach. Hodowle Janasza odpowiadały za wyhodowanie i wprowadzenie odmian AJ2, AJ3 i AJ4 buraka cukrowego. W 1947 roku hodowlę przeniesiono z Trębek do Straszkowa w powiecie kolskim. W 1959 roku przedsiębiorstwo zostało upaństwowione, w 1963 roku przedsiębiorstwo przyjęło nazwę Hodowla Buraka Cukrowego.
W 1989 roku przedsiębiorstwo HBC – Kutno zostało wydzielone z Hodowli Buraka Cukrowego, dwa lata później pod nazwą Kutnowska Hodowla Buraka Cukrowego wznowiono struktury przedsiębiorstwa Aleksandra Janasza, obejmujące Zakład Nasienny w Kutnie i Stacje Hodowli Roślin w Straszkowie i Śmiłowie. 
W 1992 roku zakupiono urządzenia umożliwiające otoczkowanie i uszlachetnianie nasion. W 2005 roku siedziba firmy została przeniesiona z Kutna do Straszkowa.

## Stan obecny
Kutnowska Hodowla Buraka Cukrowego jest spółką Krajowej Grupy Spożywczej, działa pod nadzorem Krajowego Ośrodka Wsparcia Rolnictwa.
W Straszkowie przedsiębiorstwo posiada 40 hektarów gruntów, przeznaczonych na szkółki i doświadczenia. Prowadzi także laboratoria, udostępniając usługi laboratoryjne i badawcze. Przedsiębiorstwo brało udział w inwestycjach na terenie gminy Kłodawa, m.in. przy budowie oczyszczalni ścieków. W Śmiłowie stacja gospodaruje na 185 hektarach ziemi, gdzie prowadzona jest m.in. hodowla prosa, rzepaku i innych roślin. W Kutnie firma prowadzi produkcję materiału siewnego. Przedsiębiorstwo jest także właścicielem pałacu w Walewicach i stadniny koni przy nim.
W 2018 roku odmiany KHBC stanowiły 23% rynku nasion buraka cukrowego w Polsce. Odmiany KHBC zarejestrowane są także m.in. w Rosji, Ukrainie, Białorusi i Mołdawii. Od 2018 roku KHBC prowadzi także sprzedaż nasion soi. 

## Nagrody i wyróżnienia
KHBC jest wielokrotnym laureatem wyróżnienia Przedsiębiorstwo Fair Play (pierwsze w 2003). W 2002 roku firma była nominowana do Nagrody Gospodarczej Prezydenta RP.
Jest także dwukrotnym laureatem złotego medalu Międzynarodowych Targów Poznańskich. W 2004 i 2017 roku zajęło I miejsce w konkursie Bezpieczne Gospodarstwo Rolne. W 2005 roku przedsiębiorstwo znalazło się w rankingu Gazele Biznesu.
KHBC otrzymała tytuły: Kryształowego Hitu (2009), Rubinowego Hitu (2010, 2011, 2012), Złotego Hitu (2014), Platynowego Hitu (2015) i Palladowego Hitu (2017) nadawane przez Instytut Certyfikacji i Jakości Gospodarczo-Samorządowy HIT Regionów i starostów województw wielkopolskiego i lubuskiego. 
W 2016 roku firma uzyskała wyróżnienie Złota Siódemka w branży rolniczej.